# Nettopolice
Nettopolicen (auch: Nettotarife, Nettoprodukte, Honorartarife) sind Versicherungspolicen, deren Prämien keinen Provisionsanteil für die Vermittlung des Versicherungsvertrages enthalten. Vielmehr verpflichtet sich der Versicherungsnehmer in einer separaten Honorarvereinbarung, ein Honorar direkt an den Vermittler zu zahlen. Rechtlich bestehen damit zwei voneinander unabhängige Verträge: Einerseits der Versicherungsvertrag als solcher, anderseits die Honorarvereinbarung. Hierbei ist allerdings zu unterscheiden zwischen mehr oder weniger flexiblen und aufwandsabhängigen Honorarvereinbarungen im eigentlichen Sinne, wo der Kunde für die Beratungsleistung zahlt und sog. Vermittlungsgebühren- bzw. Vergütungsvereinbarungen, in denen jeweils für die bloße Vermittlung eines Versicherungsvertrages ein Festpreis vereinbart wird.

## Definitionen
Eine einheitliche, rechtsverbindliche Definition von Nettopolicen existiert in Deutschland bislang nicht.
Das Bundesaufsichtsamt für das Versicherungswesen (BAV) – heute: Bundesanstalt für Finanzdienstleistungsaufsicht (BaFin) – definiert Nettotarife als „abschlusskostenfreie Tarife, in die namentlich keine Provision eingerechnet wird.“ Diese Definition greift jedoch nach Ansicht der Universität Köln zu kurz. Demnach ist „ein Nettotarif ein Tarif, der weder Provisions- oder Courtagekosten, noch mit diesen im Zusammenhang stehende Kosten enthält.“

## Kritik an provisionsbasierten Versicherungstarifen
Kern einer Nettopolice ist die Abkehr vom Provisionsmodell. Kritisiert wird daran zum einen, dass Versicherungsvermittler durch die Vergütung über Provisionen finanziell von erfolgreichen Vertragsabschlüssen abhängig gemacht werden. Denn ihre Provision bekommen sie nur, wenn sie einen Versicherungsvertrag vermitteln. Das erschwert eine unabhängige Kundenberatung.
Zum anderen entnehmen Versicherungsunternehmen die Kosten für Vermittlungsprovisionen in der Regel den Beiträgen des Versicherungsnehmers. Der Anlagebetrag verringert sich so um die Höhe der Provision. Ein weiterer Kritikpunkt gegenüber dem Provisionsmodell lautet, dass dieser Vorgang in der Praxis gegenüber dem Versicherten nicht deutlich erklärt wird. Die Kosten ihres Versicherungsprodukts bleiben damit für viele Versicherungsnehmer intransparent.

## Relevanz für den Versicherungskunden
Nettotarife können dazu beitragen,
- die Unabhängigkeit der Beratungsleistung durch den Vermittler zu erhöhen, da der Vermittler direkt vom Kunden vergütet wird.
- die Kostentransparenz von Versicherungsprodukten zu steigern, da der Kunde erfährt, was ihn die Beratung kostet.

Anders als bei klassischen Provisionsprodukten wird bei Nettopolicen die Provision für den Vertragsabschluss direkt vom Kunden vergütet. Auf Grundlage einer Honorarvereinbarung erhält er von ihm ein individuell vereinbartes Honorar (Vgl. Honorarberatung). Im Gegensatz zum Provisionsmodell ist dieses auch vom Fortbestand des Versicherungsvertrages unabhängig: Das Beratungshonorar – bzw. insbesondere die Vermittlerprovision – ist also auch dann weiter zu zahlen, wenn die Versicherung stillgelegt oder gekündigt wird – was viele Versicherungsnehmer jedoch übersehen. Der BGH hat diese Vertragskonstruktion allerdings in mehreren Urteilen für grundsätzlich zulässig erklärt, da diese dem klassischen Maklervertrag entspricht. Hiermit ist eine Entscheidung über die Wirksamkeit einer Honorarvereinbarung im Einzelfall aber noch nicht gefallen: So kann z. B. ein Verstoß gegen die umfassenden Beratungspflichten eines Versicherungsmaklers (u. a. aus § 60 VVG) zur Unwirksamkeit einer Honorarvereinbarung führen. Das kann zur Folge haben, dass ein nicht hinreichend belehrter Versicherungsnehmer einerseits zur Zahlung nicht verpflichtet ist und andererseits ggf. bereits gezahlte Beträge zurückverlangen kann. Zu beachten ist ferner, dass in vielen vom BGH entschiedenen Fällen die Vermittler jeweils als Versicherungsmakler angesehen wurden. Daher ist diese Rechtsprechung auf Versicherungsvertreter jedenfalls nicht direkt anwendbar (zu den Begriffen vgl. 2008/59.html § 59 VVG). Dafür sind Versicherungsvertreter nach aktueller BGH-Rechtsprechung verpflichtet, ihre Kunden auf die Besonderheiten dieser nach wie vor seltenen Vertragskonstruktion ausdrücklich und deutlich hinzuweisen.
Die Vereinbarung eines Honorars anstatt der üblichen Courtage hat für den Versicherungsnehmer aufgrund steuerrechtlicher Besonderheiten auch finanzielle Vorteile. So verringert sich die Versicherungsprämie um den Courtageanteil und damit auch die anfallende Versicherungssteuer. Gleichzeitig sind die Honorarvereinbarungen bislang nicht umsatzsteuerpflichtig, so dass der Versicherungsnehmer auch dann eine Ersparnis hat, wenn das Honorar exakt der Courtage entsprechen würde. Nachstehend ein Beispiel zur Klarstellung:
- Versicherungsprämie netto: 100 EUR
- Darin enthaltene Courtage: 20 EUR
- Bruttoprämie (bei 19 % Versicherungssteuer): 119 EUR
- Versicherungsprämie nettoisiert: 80 EUR
- Bruttoprämie (bei 19 % Versicherungssteuer): 95,20 EUR

Selbst bei Vereinbarung eines Honorars von 20 EUR hat der Versicherungsnehmer weiterhin eine Ersparnis von ca. 4,80 EUR, ohne dass der Versicherungsvermittler oder das Versicherungsunternehmen geringere Einnahmen hätten. Hinzuzurechnen ist aber im Fall des Nettotarifs die separat zu zahlende Provision. Die Abschlusskosten sind allerdings nicht als Werbungskosten abzugsfähig, wie des Öfteren behauptet wurde, vgl. den Beschluss des BFH VIII B 90/10 vom 28. Oktober 2010.

## Angebotssituation in Deutschland
Innerhalb Deutschlands sind Nettopolicen vornehmlich in den Sparten Leben (z. B. Lebensversicherung, betriebliche Altersversorgung, Berufsunfähigkeit) sowie in geringerem Umfang auch für Komposit- und Krankenversicherungen erhältlich. Insgesamt ist der Anteil von Nettotarifen im Produktportfolio deutscher Versicherer nach wie vor gering. Anbieter von Nettopolicen sind beispielsweise die myLife Lebensversicherung AG, die Baden-Badener Versicherung AG, die Condor Versicherungen, die InterRisk Versicherungen, die Skandia Versicherung, Standard Life und der Volkswohlbund.
Neben der vorgenannten Situation im Privatkundengeschäft hat sich die Honorarberatung in der Industrieversicherung bereits stark verbreitet und ist bei Großkonzernen als Standard zu betrachten. Die Verbreitung resultiert sowohl aus einer besser steuerbaren Vergütung des Versicherungsvermittlers (z. B. Honorar in Abhängigkeit vom Arbeitsaufwand statt pauschalem Courtagebetrag) als auch aus den vorgenannten steuerlichen Gründen. Über die Höhe des Honorars können Versicherungsvermittler zudem Wettbewerb betreiben. Durch Vereinbarung eines niedrigeren Honorars sinkt die Gesamtbelastung des Kunden für Versicherungsangelegenheiten, auch wenn die Versicherungsprämie selbst unverändert bleibt.
Hier muss allerdings klar unterschieden werden zwischen provisionsfreien Nettopolicen im eigentlichen Sinne, für deren Vermittlung der Kunde ein fest vereinbartes Honorar zahlt, und Honorarberatung, bei welcher der Vermittler schon für seine Beratertätigkeit ein Honorar erhält.